# Quercus liaoi
Quercus liaoi — вид рослин з родини Букові (Fagaceae); ендемік Тайваню.

## Середовище проживання
Ендемік Тайваню.
Інформації про середовище існування Q. liaoi мало, але, як і інші дуби в регіоні, це, ймовірно, трапляється в субтропічних або помірних гірських лісах.